# Четири Коледи
„Четири Коледи“ (на английски: Four Christmasses) е американска комедия от 2008 г. на режисьора Сет Гордън (в неговия режисьорски дебют). Във филма участват Винс Вон, Рийз Уидърспун, Сиси Спейсик, Мери Стийнбъргън, Робърт Дювал, Джон Войт, Джон Фавро, Тим Макгроу, Дуайт Йоакам и Кристин Ченоует. Филмът е продуциран от „Ню Лайн Синема“ и „Спайглас Ентъртейнмънт“ и е пуснат от Уорнър Брос Пикчърс на 26 ноември 2008 г в Деня на благодарността. Получава предимно противоречиви рецензии от критиката и печели 163 млн. долара в световен мащаб.

## Актьорски състав
| Актьор            | Роля                   |
| ----------------- | ---------------------- |
| Винс Вон          | Брадфорд „Брад“ МакВий |
| Рийз Уидърспун    | Кейт Кинкалд           |
| Робърт Дювал      | Хауърд МакВий          |
| Сиси Спейсик      | Паула                  |
| Джон Войт         | Крейтън Кинкалд        |
| Мери Стийнбъргън  | Мерилин Кинкалд        |
| Джон Фавро        | Денвър МакВий          |
| Тим Макгроу       | Далас МакВий           |
| Кати Миксън       | Сюзън МакВий           |
| Дуайт Йоакам      | Пасторът Фил           |
| Карол Кейн        | Леля Сара              |
| Колийн Камп       | Леля Дона              |
| Джак Донър        | Дядото                 |
| Стийв Уийб        | Джим                   |
| Скайлър Гизондо   | Конър МакВий           |
| Патрик Ван Хорн   | Даръл                  |
| Браян Баумгартнър | Ерик                   |
| Седрик Ярброу     | Стан                   |

## В България
В България филмът е пуснат по кината на 19 декември 2008 г. от Александра Филмс.
На 30 ноември 2009 г. е издаден на DVD от Прооптики.
На 23 декември 2012 г. е излъчен по Би Ти Ви с български дублаж за телевизията. Екипът се състои от:
| Озвучаващи артисти  | Ася Рачева Силвия Русинова Здравко Методиев Емил Емилов Стефан Димитриев |
| Преводач            | Калина Кирилова                                                          |
| Тонрежисьор         | Стефан Македонски                                                        |
| Режисьор на дублажа | Албена Павлова                                                           |